# رادومير فاسيك
رادومير فاسيك (بالتشيكية: Radomír Vašek)‏ مواليد 23 سبتمبر 1972 في فالاشسكي ميزيريتشي، هو لاعب كرة مضرب تشيكي سابق بدأ مسيرته كمحترف سنة 1990 وكان يلعب باليد اليمنى. أعلى تصنيف له في الفردي كان المركز الـ 91 في سنة 1995.

## النهائيات

### الفردي: 1 (0–1)
| الحصيلة | الرقم | السنة | الدورة            | الأرضية | المنافس في النهائي | النتيجة في النهائي |
| ------- | ----- | ----- | ----------------- | ------- | ------------------ | ------------------ |
| الوصافة | 1.    | 1995  | جاكرتا، إندونيسيا | صلبة    | بول هارهويس        | 5–7, 5–7           |

## روابط خارجية
- رادومير فاسيك على موقع رابطة محترفي التنس (الإنجليزية)
- رادومير فاسيك على موقع الاتحاد الدولي لكرة المضرب (الإنجليزية)
- رادومير فاسيك على موقع خلاصة التنس.كوم (الإنجليزية)